# Georges Albert Catroux
Georges Albert Catroux (ur. 29 stycznia 1877 w Limoges, zm. 21 grudnia 1969 w Paryżu) – francuski dowódca wojskowy, generał armii Armée française i polityk, generalny gubernator Algierii, ambasador Francji w Moskwie.

## Życiorys
Francuski oficer, gubernator w Indochinach od sierpnia 1939, tuż po klęsce Francji w 1940 został odwołany przez rząd Vichy. Udał się do Londynu, gdzie premier Winston Churchill poszukując polityka bardziej uległego niż Charles de Gaulle, w lipcu 1940 zaproponował mu objęcie przywództwa Wolnych Francuzów. Catroux propozycję odrzucił i wkrótce nawiązał kontakt z de Gaulle’em, przyjmując stanowisko wysokiego komisarza w Lewancie. 27 września 1941 uznał suwerenność Republiki Syryjskiej.
W 1943 pośredniczył w próbach porozumienia między szefem Wolnych Francuzów i generałem Henri Giraudem.
Do 1943 był generalnym gubernatorem Algierii, a w latach 1944–1945 ministrem do spraw Afryki Północnej. W lutym 1945 objął stanowisko ambasadora Francji w Moskwie, które piastował do 1948.

## Odznaczenia
- Krzyż Wielki Orderu Narodowego Legii Honorowej (Francja)
- Order Wyzwolenia (1941, Francja)
- Medal Wojskowy (Médaille Militaire, Francja)
- Krzyż Wielki Orderu Narodowego Zasługi (Francja)
- Krzyż Wojenny 1914–1918 (Croix de Guerre, Francja)
- Krzyż Wojenny 1939–1945 z palmą (Croix de Guerre, Francja)
- Krzyż Wojenny Zamorskich Teatrów Operacyjnych (Croix de Guerre des Theatres d’Operations Exterieurs, Francja)
- Komandor Orderu Zasługi Kombatanckiej (Francja)
- Komandor Orderu Zasługi Saharyjskiej (Francja)
- Komandor Orderu Palm Akademickich (Francja)
- Komandor Orderu Sztuki i Literatury (Francja)
- Medal Uciekinierów z Niewoli (Francja)
- Medal Lotniczy (Francja)
- Medal Kolonialny z okuciami: „Maroc 1825”, „Sahara” (Francja)
- Médaille commémorative du Maroc z okuciami: „Haut-Guir”, „Oujda” (Francja)
- Medal Zwycięstwa (Médaille Interalliée dite de la Victoire, Francja)
- Médaille commémorative de Syrie-Cilicie (Francja)
- Medal Pamiątkowy Wielkiej Wojny (Francja)
- Krzyż Wielki Orderu Smoka Annamu (Francja)
- Wielka Wstęga Orderu Leopolda (Belgia)
- Krzyż Wielki Orderu Korony (Belgia)
- Krzyż Wojenny 1939–1945 z palmą (Croix de Guerre, Belgia)
- Komandor Orderu Gwiazdy Czarnej (Benin)
- Wielki Oficer Orderu Narodowego Zasługi (Gabon)
- Krzyż Wielki Orderu Jerzego I (Grecja)
- Order Zasługi Wojskowej (Hiszpania)
- Krzyż Wielki Orderu Gwiazdy (Jordania)
- Krzyż Wielki Orderu Narodowego Jugosławii (Jugosławia)
- Krzyż Wielki Orderu Królewskiego Kambodży (Kambodża)
- Krzyż Wielki Orderu Miliona Słoni i Białego Parasola (Laos)
- Wielka Wstęga Orderu Narodowego Cedru (Liban)
- Krzyż Wielki Orderu Zasługi (Liban)
- Wielka Wstęga Orderu Alawitów (Maroko)
- Krzyż Wielki Orderu Zasługi (Niemcy)
- Krzyż Wielki Orderu Świętego Olafa (Norwegia)
- Komandor Orderu Pakistanu (Pakistan)
- Komandor Legii Zasługi (Commander Legion of Merit, USA)
- Krzyż Wielki Orderu Paktu Fundamentalnego (Niszan al-Ahed al-Aman, Tunezja)
- Krzyż Wielki Orderu Łaźni (Wielka Brytania)
- Krzyż Wielki Orderu Zasługi (Włochy)